# Сіньвень Чжуй
Сіньвень Чжуй (1982 , Ченду ) — китайський математик і професор Каліфорнійського технологічного інституту. 
Його робота стосується в основному теорії геометричних представлень і, зокрема, програми Ленглендса, пов'язуючи теорію чисел з алгебричною геометрією та квантовою фізикою. 

## Біографія
Чжу здобув ступінь бакалавра з математики у Пекінському університеті в 2004 році та ступінь доктора філософії. з математики в Каліфорнійському університеті Берклі в 2009 році під керівництвом Едварда Френкеля. 

Викладав у Гарвардському університеті як лектор Бенджаміна Пірса та у Північно-Західному університеті як доцент, перш ніж приєднатися до факультету Каліфорнійського технологічного інституту в 2014 році. 
За даними Американського математичного товариства, «[Чжу] вивчає геометрію та топологію різновидів прапорів груп петель та застосовує техніку з геометричної програми Ленглендса до арифметичної геометрії».

## Нагороди та визнання
- 2013: AMS Centennial Fellowship[en];
- 2015: Стипендія Слоуна[en][5];
- 2019: медаль Морнінгсайда[en] (спільно із Чжівей Юнь[en])[6];
- 2020: премія «Нові горизонти в математиці»;

## Доробок
- (with Edward Frenkel) "Gerbal Representations of Double Loop Groups", International Mathematics Research Notices 2012 (2012), No. 17, 3929–4013.
- (with George Pappas]) "Local models of Shimura varieties and a conjecture of Kottwitz", Inventiones mathematicae 194 (2013), No. 1, 147–254.
- "On the coherence conjecture of Pappas and Rapoport", Annals of Mathematics 180 (2014), No. 1, 1–85.
- (with Denis Osipov) "A categorical proof of the Parshin reciprocity laws on algebraic surfaces", Algebra & Number Theory 5 (2011), No. 3, 289–337.
- "Affine Demazure modules and T-fixed point subschemes in the affine Grassmannian", Advances in Mathematics 221 (2009), No. 2, 570–600.
- "Affine Grassmannians and the geometric Satake in mixed characteristic", Annals of Mathematics 185 (2017), No. 2, 403–492.
- (with Edward Frenkel) "Any flat bundle on a punctured disc has an oper structure", Mathematical Research Letters 17 (2010), no. 1, 27–37.
- "The geometric Satake correspondence for ramified groups", Annales Scientifiques de l'École Normale Supérieure 48 (2015), no. 2, 409–451.
- (with Zhiwei Yun) "Integral homology of loop groups via Langlands dual groups", Representation Theory 15 (2011), 347–369.
- (with An Huang, Bong H. Lian) "Period integrals and the Riemann–Hilbert correspondence", Journal of Differential Geometry 104 (2016), No. 2, 325–369.
- (with Tsao-Hsien Chen) "Geometric Langlands in prime characteristic", Compositio Mathematica 153 (2017), No. 2, 395–452.